# Bianca de Médici (1445-1488)
Bianca de Médici (Florença, 10 de setembro de 1445 – 20 de julho de 1505) foi membro da família Médici, os governantes de facto de Florença na segunda metade do século XV. Era filha de Pedro de Cosme de Médici e de Lucrécia Tornabuoni e irmã de Lourenço de Médici, que sucedeu ao seu pai como governante de facto de Florença. Bianca casou-se com Guglielmo Pazzi, um membro da família Pazzi. Bianca era música e tocou o órgão para o Papa Pio II e para o futuro Papa Alexandre VI em 1460. Era ainda latifundiária.

## Biografia
Bianca era filha de Pedro de Cosme de Médici e de Lucrécia Tornabuoni. Em 1459, casou-se com Guglielmo de' Pazzi, que era amigo de infância do seu irmão Lourenço. O objetivo desta aliança seria ajudar a resolver a animosidade entre as duas famílias, porém, tal não se chegou a verificar, como assinala Nicolau Maquiavel na sua História de Florença. A sua primeira filha, Contessina, nasceu antes de janeiro de 1464. O acordo do casamento incluía uma redução significativa dos impostos aplicados à família Pazzi. Depois da Conspiração dos Pazzi em 1478, o casamento de Bianca suavizou bastante a raiva de Lourenço para com Guglielmo, que foi apenas colocado sob prisão domiciliar temporariamente, enquanto os seus parentes masculinos foram exilados ou executados. As filhas do casal foram dispensadas da proibição de casamento imposta às restantes filhas da família Pazzi.
Em 1460, pediram a Bianca para tocar o órgão para o Papa Pio II e para a sua comitiva durante uma visita a Florença, quando o Papa regressava do Conselho de Mântua. Teodoro Montefeltro, o protonotario apostólico que viajava com o Papa, elogiou o desempenho de Bianca numa carta a Bárbara de Brandemburgo, a marquesa de Mântua. Durante a mesma visita papal, Bianca deu um segundo concerto para Rodrigo Borgia, o futuro Papa Alexandre VI, a seu pedido. Bianca tocava frequentemente para dignitários locais e de visita a Florença, o que contribuiu para aumentar a reputação e influência da sua família.
Em 1475, Bianca pediu à sua mãe para lhe comprar terrenos de cultivo a familiares, visto que Lucrécia tinha mais influência na família. Apesar de Bianca ter propriedades, estas eram geridas por empregados da sua mãe.
Bianca morreu em 20 de julho de 1505, aos 59 anos.

## Descendência
Bianca de Médici casou-se com Guglielmo de' Pazzi em 1459. O casal teve 16 filhos:
1. Antonio de' Pazzi (1460), morreu bebe
2. Giovanna de' Pazzi, casou-se com Tommaso Monaldi em 1471
3. Contessina de' Pazzi, casou-se com Giuliano Salviati em 1476
4. Antonio de' Pazzi (1462-1528), embaixador e político, foi eleito Gonfaloneiro em 1521
5. Alessandra de' Pazzi (1465), casou-se com Bartolomeo Buondelmonti em 1486
6. Cosimo de' Pazzi (1466-1513), Arcebispo de Florença de 1508 até à sua morte
7. Piero de' Pazzi (1468), morreu bebe
8. Lorenzo Alessandro de' Pazzi, (1470-1535) comerciante, amante da arte e latifundiário
9. Cosa de' Pazzi, casou-se com Francesco di Luca Capponi
10. Renato de' Pazzi, ourives
11. Lorenzo de' Pazzi, político e embaixador
12. Luigia de' Pazzi, casou-se com Folco di Edoardo Portinari em 1494
13. Maddalena de' Pazzi, casou-se com Ormanozzo Deti em 1497
14. Alessandro de' Pazzi (1483-1530), embaixador, estudioso e erudito grego
15. Lucrezia de' Pazzi, casou-se com Cattani de Diacceto e depois com Martelli (1500)
16. Giuliano de' Pazzi (1486-1517), médico, abade de Florença